# Hometown Glory
Hometown Glory è un singolo della cantautrice britannica Adele, pubblicato in edizione limitata il 22 ottobre 2007 come primo estratto dal primo album in studio 19.

## Descrizione
Il brano, che è stato interamente scritto dalla stessa Adele, era stato inizialmente caricato dalla cantante sul suo profilo sul social network Myspace, consentendole così di ottenere visibilità. In seguito la canzone è stata inserita nel primo album di Adele, 19, e ripubblicata come singolo nel luglio 2008.
In occasione dei Grammy Awards 2010, Hometown Glory ha ottenuto una nomination come miglior interpretazione vocale femminile pop, premio poi assegnato a Beyoncé per Halo.

## Esibizioni dal vivo
Interpretazioni dal vivo sono state registrate dalla stessa Adele e incluse nell'EP iTunes Live from SoHo del 2009 e nell'album Live at the Royal Albert Hall del 2011.

## Tracce
Versione del 2007
1. Hometown Glory (Adele Adkins)

Versione del 2008
1. Hometown Glory – 4:30 (Adele Adkins)
2. Fool That I Am (cover di Etta James) – 3:46 (Floyd Hunt)

EP digitale
1. Hometown Glory – 3:40
2. Hometown Glory (Axwell Radio Edit) – 3:35
3. Hometown Glory (Axwell Club Mix) – 5:11
4. Hometown Glory (Axwell Remode) – 5:55
5. Hometown Glory (High Contrast Remix) – 6:36
6. Hometown Glory (High Contrast Remix) (Strumentale) – 6:35

## Classifiche
| Classifica (2007-25) | Posizione massima |
| -------------------- | ----------------- |
| Belgio (Fiandre)     | 53*               |
| Belgio (Vallonia)    | 54^               |
| Europa               | 58                |
| Francia              | 51                |
| Norvegia             | 89                |
| Paesi Bassi          | 25                |
| Regno Unito          | 19                |
| Svezia               | 57                |

Note relative alle posizioni in classifica
- * Hometown Glory non è entrato nella classifica dei singoli più venduti nelle Fiandre, la Ultratop 50, ma ha raggiunto il numero 3 nella classifica Ultratip, che rappresenta un'estensione alle 50 posizioni della precedente.
- ^ Hometown Glory non è entrato nella classifica dei singoli più venduti in Vallonia, la Ultratop 40, ma ha raggiunto il numero 14 nella classifica Ultratip, che rappresenta un'estensione alle 40 posizioni della precedente.

## Cover
Nel 2008, la cantautrice statunitense Santigold ha registrato una cover del brano per la compilation Radio 1's Live Lounge, Vol. 3, contenente i brani eseguiti da vari artisti durante la trasmissione radiofonica Live Lounge, in onda su BBC Radio 1. Quattro anni più tardi, un'altra cover di Hometown Glory è stata interpretata durante la stessa trasmissione dal rapper Professor Green e inclusa nella raccolta Radio 1 Live Lounge 2012.
Nel 2012, il cantante britannico James Arthur, vincitore della nona serie del talent show britannico The X Factor, ha eseguito Hometown Glory durante una delle puntate della trasmissione, includendo poi la propria versione all'interno del CD singolo pubblicato subito dopo la fine del programma, Impossible, la cui traccia principale è la cover dell'omonimo brano di Shontelle.